# 一字書出
一字書出（いちじのかきだし/いちじかきだし）とは、武士の元服の時に烏帽子親もしくは主君が元服をする者に諱の一字（偏諱）を授ける際に、その一字を与えることを記した文書。名字書出の一種である。一字状とも。
なお、主君からの一字書出の発給（偏諱の授与）と元服する者の一字拝領（偏諱の拝領）は対の関係となっている。
武士の元服において、主君は烏帽子親にはならなくても儀式に招かれて臨席するケースもあり、その場においてその諱の一字を授けることは家臣にとっては最高の待遇とみなされて重臣の家格の象徴とされるとともに、烏帽子親との擬制的父子関係よりも重いものと認識された。
現存する最古の一字書出は室町幕府将軍足利義晴の手によるものであり、以降の足利将軍や徳川将軍にも継承され、諸大名の家中でも行われた。また、明治維新後も旧主家との間で行われたケースがある。
料紙（用紙）・書式は不定であり、与える偏諱の一字と年月日・主君の署名と花押および宛所（元服する者の苗字と通称）が記されたものが基本的であるが、単純に与える偏諱の一字のみだけを記したものもある。これに対して元服する者の諱の二字を記した書状は名字書出として扱われるが、これについては元服した者の諱の選定に関して形式的な関与と実質的な関与の違いではないかとされている。